# Barbarea brachycarpa
Barbarea brachycarpa är en korsblommig växtart som beskrevs av Pierre Edmond Boissier. Barbarea brachycarpa ingår i släktet gyllnar, och familjen korsblommiga växter.

## Underarter
Arten delas in i följande underarter:
- B. b. anfractuosa
- B. b. robusta